# Ле Гри, Жак
Жак Ле Гри (фр. Jacques le Gris; приблизительно 1330 — 29 декабря 1386, Париж, Королевство Франция) — французский рыцарь, приближённый Пьера II, графа Алансона, известный в первую очередь благодаря своему поединку с Жаном де Карружем 29 декабря 1386 года. Один из главных героев художественного фильма «Последняя дуэль» (2021), где его сыграл Адам Драйвер.

## Биография
Жак Ле Гри принадлежал к незнатному рыцарскому роду, герб которого представлял собой серебряное поле, пересечённое пурпурной полосой. Первый известный истории представитель этой семьи — отец Жака Гийом, который упоминается в источниках с 1325 года. Благодаря успешной карьере Ле Гри разбогатели и стали обладателями обширных владений. 
Жак родился приблизительно в 1330-х годах. Известно, что он был посвящён в младший церковный чин, то есть имел право помогать священнику при богослужениях, но не давал обет безбрачия; этот статус предполагал умение читать, ещё не распространённое в среде знати в XIV веке. Ле Гри отличался крупным телосложением. Эрик Джагер предположил, что он «считался сердцеедом». Долгое время Ле Гри был вассалом графа Робера Першского, представителя младшей ветви королевской династии Валуа. В 1370 году он стал капитаном крепости Эксм, в 1377 году, после смерти бездетного Робера, принёс вассальную присягу его брату и наследнику Пьеру, графу Алансонскому, у которого снискал особую милость. Жак был назначен камергером, позже ссудил графу в долг почти три тысячи франков и почти сразу после этого получил богатое поместье Ону-ле-Фокон. Предположительно Пьер взял у Ле Гри деньги специально для того, чтобы купить и передать ему это имение.
Ещё на службе у графа Робера Жак познакомился с Жаном де Карружем. Двое рыцарей подружились, Ле Гри даже стал крёстным отцом сына Карружа от его первой жены, Жанны де Тилли. Впоследствии между ними началась вражда. Карруж испортил отношения с Пьером Алансонским, он считал своим по праву поместье Ону-ле-Фокон, купленное графом у его тестя, и ревниво относился к карьерным успехам Ле Гри.
Карруж обвинил Ле Гри перед Парижским парламентом в изнасиловании второй жены, Маргариты, и вызвал на судебный поединок, который стал последним в истории Франции. Бой состоялся 29 декабря 1386 года, Ле Гри был убит. Автор «Хроники аббатства Сен-Дени» сообщает, что «невиновность Ле Гри позднее была признана всеми, поскольку другой человек, приговорённый к смерти из-за совершения тяжкого преступления, сознался в изнасиловании Маргариты».
История Ле Гри и Карружа легла в основу документальной книги Эрика Джагера «Последняя дуэль: правдивая история испытания битвой в средневековой Франции» и фильма Ридли Скотта «Последняя дуэль» (2021), где в роли Ле Гри снялся Адам Драйвер.